# Scymnus socer
Scymnus socer är en skalbaggsart som beskrevs av Leconte 1852. Scymnus socer ingår i släktet Scymnus och familjen nyckelpigor. Inga underarter finns listade i Catalogue of Life.